# Lommasjö (Borgstena socken, Västergötland)
Lommasjö är en sjö i Borås kommun i Västergötland och ingår i Göta älvs huvudavrinningsområde.